# 史欽泰
史欽泰（1946年—），臺灣高雄縣人，於國立臺灣大學電機工程學系畢業後，負笈美國普林斯頓大學，1975年獲得博士學位。畢業後於Burroughs公司擔任二年資深工程師，隨後返國服務於工業技術研究院，歷任工程師、經理、所長及副院長等職務。
1994年，升任為工業技術研究院院長，任內推動前瞻性奈米、生醫等新世代技術、開放實驗室、創新育成中心，貢獻卓著。
2003年，獲得經濟部頒發「一等經濟獎章」。2004年起擔任國立清華大學科技管理學院院長。2009年8月開始擔任資訊工業策進會董事長。